# Angelo Uggeri
Angelo Uggeri (né à Gera le 14 avril 1754 et mort à Rome le 11 octobre 1837 est un architecte italien

## Biographie
Angelo Uggeri naquit à Gera le 14 avril 1754. Il fit ses premières études au collège des jésuites de Crémone, et peut-être fut-il entré dans les ordres si son curé, Manzoni, n’eût donné à ses idées un autre cours. Il alla alors étudier l’iconographie à l’école spéciale établie par Marie-Thérèse. Désireux ensuite de pousser plus loin ses connaissances, il vint de Crémone à Milan et fit à l’académie de cette ville un cours complet d’architecture. Aussi bien remporta-t-il le premier prix au concours pour les beaux-arts, ouvert par l’académie de Parme. Une maladie qu’il fit vers cette époque motiva son retour dans sa ville natale. Il revit Crémone, s’arrêta à Brescia et vint à Milan, où il se livra uniquement à l’étude de l’architecture, de l’ordre dorique en particulier. Cependant, il comprit la nécessité de visiter la patrie des arts, et en 1788 il fit le voyage de Rome, dont les monuments firent sur lui une impression qui ne s’effaça plus et lui inspirèrent l’ouvrage intitulé Voyage pittoresque parmi les édifices antiques de Rome et son enceinte, en italien et en français. En 1789, il publia avec Carlo Fea et dédia au pape Pie VI l’œuvre archéologique du conseiller Bianconi, que sa mort prématurée ne lui avait point permis de mettre au jour. Quant à l’ouvrage d’Uggeri, il eut un légitime succès. Le dernier volume contient un grand nombre de vues des monuments dont il est parlé dans le cours du livre. Les plans des édifices qui y sont reproduits ont été puisés aux œuvres des maîtres de l’art. Le tout se trouve précédé d’une Notice historique sur l’origine, les progrès et la décadence ou la restauration des édifices dont l’ouvrage donne les vues. Mais comme les environs de Rome n’abondent pas moins que la ville pontificale en monuments historiques, Uggeri donna une suite à son précédent ouvrage sous ce titre : Exploration pittoresque des édifices antiques qui sont aux environs de Rome, et dans lequel il se montra fidèle à son point de vue, qui était de faire ressortir toute l’importance de ces monuments. C’est dans cet esprit qu’il observa le Capo di Bove, la Vallée des Camènes, les Ruines de Tivoli, la Villa Adriana, etc. Cette œuvre considérable, qui occupa une partie de la vie de ce savant architecte et dont la munificence du pape Pie VII favorisa la publication, ne comporte pas moins de trente volumes. On y trouve une série chronologique des édifices du Moyen Âge et de la renaissance depuis le 10e jusqu’au 16e siècle. Rossi dit de cet ouvrage « qu’il est plein de judicieuses réflexions, d’érudition historique, et qu’il peut être utile aux amateurs aussi bien qu’aux gens qui professent l’architecture. » La dernière œuvre considérable d’Uggeri lui fut inspirée par la Basilica Ulpia. Il fit paraître ce travail en 1833, 1 vol. Déjà membre honoraire de l’académie Clémentine de Rome, il devint membre titulaire de l’académie archéologique. En 1813, il fut nommé second conservateur de la bibliothèque du Vatican. Léon XII lui conféra ensuite les fonctions de secrétaire de la commission spéciale de la réédification de la basilique de St-Paul, sur le chemin d’Ossa. Il se hâta de présenter ses vues à cet égard, comme il avait fait pour le monument de la voie Ulpienne. Il consigna ses idées sur ce sujet dans une Dissertation sur l’arc de Placidie, comprenant l’histoire du monument ainsi que de la partie architectonique. Uggeri termina sa longue et laborieuse carrière le 11 octobre 1837. Il avait 84 ans.